# Praktijkopleider
Praktijkopleider of praktijkopleidster is een beroep met als hoofdtaak het begeleiden van leerlingen tijdens hun stage.

## Werkveld
Voorbeelden waar een praktijkopleider kan werken:
- economisch bedrijf, zoals een groothandelsbedrijf, bank enz.
- technisch bedrijf, zoals een autogarage, meubelmakerij enz.
- gezondheidsinstelling, zoals een ziekenhuis, verpleeghuis enz.
- kinderopvang

## Taken
Voorbeelden van taken van een praktijkopleider:
- het werven van leerlingen.
- bedrijf en/of instelling aantrekkelijk maken en houden voor leerlingen.
- verdiepen in het leerproces van leerlingen.
- leerlingen ondersteunen en begeleiden in hun leerproces.
- communiceren tussen scholen en afdelingen binnen het bedrijf en/of de instelling.
- het houden van begeleidings- en beoordelingsgespekken.
- opstellen van begeleidingsplannen.

## Opleiding

### Nederland
Om praktijkopleider te worden, dient men een circa 1-jarige opleiding te volgen. Als toelatingseis dient men wel zelf te beschrikken over het diploma voor het desgewenste beroep en al werkervaring binnen het beroep te hebben.
Lijst van verpleegkundige specialisaties · portaal · afbeeldingen